# Immigration italienne en France
L'immigration italienne en France est l'une des plus anciennes, et historiquement l'une des plus importantes en nombre. 
La présence italienne en France remonte au Moyen Âge avec les marchands établis dans les villes des foires de Champagne et avec les banquiers lombards. Dès la Renaissance, affluent artisans et artistes toscans, peintres ou architectes, attirés par les papes avignonais et les princes mécènes. Les XVIIe et XVIIIe siècles sont le temps des danseurs, des musiciens, des troupes de la commedia dell'arte et des comédiens italiens de l'hôtel de Bourgogne.
La France offre dès le début du XIXe siècle un refuge aux révolutionnaires se rassemblant pour préparer l'unité italienne qui prendra forme dans la deuxième moitié du siècle. Une autre révolution de ce siècle, industrielle celle-là, provoque un changement de deux ordres dans les flux migratoires qui deviennent un phénomène de masse et, s'ils sont encore le fait d'artistes et d'intellectuels, concernent plus largement des artisans, principalement dans le secteur du bâtiment, et des ouvriers des usines et des mines comme l'illustre l'exemple de Villerupt. Les deux guerres mondiales du XXe siècle et leurs suites amènent à la fois une immigration politique et une arrivée de populations agricoles nécessaires au repeuplement des campagnes désertées mais aussi l'installation d'Italiens dans les domaines du commerce et des services. À partir des années du miracle économique italien, le phénomène de l'immigration se réduit, concerne des travailleurs qualifiés et beaucoup d'Italiens qui vivaient déjà en France s'élèvent socialement.
Au début du XXIe siècle, la  France compte environ 400 000 citoyens Italiens, avec plus de 6 millions de Français qui ont des origines italiennes.

## Histoire de la présence italienne en France

### Antiquité
Les échanges de population entre ce que les Romains appelaient la Gaule cisalpine (l'actuelle Italie du nord) et la Gaule transalpine (l'actuelle France) ont toujours existé depuis l'Antiquité. Une présence italienne en France est notable au XIVe siècle. Les déplacements de population étaient limités, et concernaient des artistes, des artisans, des commerçants, donc une migration qui pourrait être considérée «d'élite» et la plupart du temps temporaire.

### À partir du Moyen Âge
Déjà au Moyen Âge, les Italiens étaient connus en France en tant que banquiers lombards. Depuis 1100, les banquiers lombards se répandirent en France. Vers le milieu du XIIIe siècle, des banquiers lombards s'installèrent à Cahors autour d'une place, qui s'appelait alors la place du Change. Le banquier le plus important et le mieux connu était Aguinolfo Arcelli. En 1300, Aguinolfo, originaire de Plaisance, dont le nom francisé est Gandoulfe d'Arcelles, était le Lombard le plus riche de Paris. D'après les archives, il vivait dans la rue Saint-Merri (dans l'actuel IVe arrondissement de Paris) et payait la taille la plus élevée de tous les Lombards. Son prestige était énorme lorsque l'on considère les clients de sa banque, les personnes qui conclurent des transactions avec lui et les sommes d'argent prêtées aux villes de Dreux, Rouen, Poissy et Pontoise.
On trouve aussi à Paris des ambulants napolitains.
Depuis le XVIe siècle, Florence, en tant qu'État, et les Florentins en tant que communauté d'hommes d'affaires, bénéficièrent longtemps d'une relation très étroite avec la France. En 1533, à l'âge de quatorze ans, Catherine de Médicis épousa Henri, second fils du roi François Ier et de la reine Claude de France, et fut reine de 1547 à 1559. Elle devint régente au nom de son fils âgé de dix ans, le futur roi Charles IX et obtînt des pouvoirs très étendus. Après la mort de Charles IX en 1574, Catherine joua un rôle majeur dans le règne de son troisième fils, Henri III.

### XIXesiècleet révolution industrielle

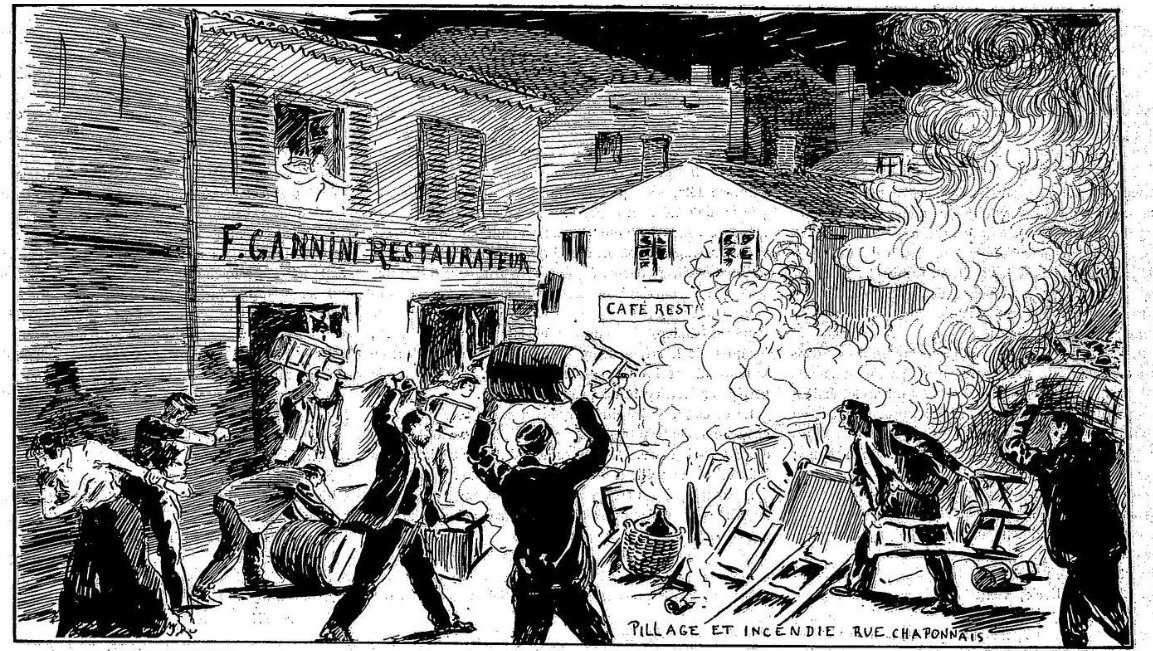
Représentation des émeutes anti-italiennes à Lyon, L'Univers Illustré (30 juin 1894).

C'est dans la seconde moitié du XIXe siècle que l'immigration italienne en France a pris les caractéristiques d'un phénomène de masse. Elle s'accompagne d'un recours français à la main-d'œuvre étrangère pendant la Révolution industrielle, qui s'accompagne de violentes discriminations et marques de xénophobie.
À cette époque, deux régions voient le plus d'immigrants italiens : l'espace frontalier du Sud-Est de la France et des noyaux de peuplement en Lorraine et Île-de-France, où les immigrés travaillent dans la sidérurgie, les mines, l'artisanat et le bâtiment.
Dans les années 1880, les industriels français de Lorraine constatent la présence d'ouvriers italiens pour les terrassements à Thionville et en Meurthe-et-Moselle. Ces Italiens, aussi employés dans les Vosges pour des travaux similaires, viennent principalement du Piémont, de Lombardie et de Vénétie.
Un recensement des résidents de la communauté étrangère effectué en 1851 par les autorités françaises indique que, sur environ 380 000 résidents étrangers, 63 000 étaient Italiens (Piémontais en premier lieu). Le nombre d'Italiens vivant en France augmenta rapidement tout au long du XIXe siècle, atteignant le nombre de 165 000 en 1876 et de 240 000 en 1881. Ce fut précisément à partir de cette date que l'immigration italienne en France commença à se réduire. Les principales causes furent la récession économique qui caractérisa l'économie française en cette période et les mauvaises relations diplomatiques entre les deux pays, dues à la question de la Tunisie.
La crise diplomatique fut alimentée en outre avec l'entrée de l'Italie dans la Triple Alliance en 1882.
Le 28 juin 1894, un anarchiste italien assassine Sadi Carnot ; les Italiens sont dès lors tous perçus comme des terroristes anarchistes potentiels.
À la fin du XIXe siècle, il est assez fréquent que les immigrés italiens renvoient leurs enfants en Italie jusqu’à l’âge de 12 ans, avant de les faire revenir en France. De nombreux clubs sportifs et associations culturelles sont fondées par les Italiens après l'adoption de la loi du 1er juillet 1901. Pour répondre aux exigences de l'état civil — qui imposait alors de choisir des noms issus du calendrier français — ils appelaient certes leurs enfants Albert et Marie, mais, dans le cadre familial, tout le monde les appelait Alberto et Maria. La discrimination envers les Italiens s'aggrave pendant cette époque : on considère que les Italiens ont une pratique religieuse trop ostentatoire et ne peuvent pas s'intégrer en France.
En avril 1904, un traité est signé entre la France et l'Italie pour encadrer l'immigration.
Au début du XXe siècle, la communauté italienne devient la première communauté étrangère résidente dans le pays, avec 420 000 personnes en 1911, soit 36 % des étrangers de France ; les Belges, qui sont 290 000, sont en seconde place.
En Meurthe-et-Moselle, un service pour le recrutement commun de main-d'œuvre étrangère est installé en septembre 1911.
La banlieue Est de Paris par exemple se distingue par une très forte concentration, ainsi que des villes industrielles de l'Ouest (Boulogne-Billancourt, Clichy, Levallois-Perret, Puteaux et Suresnes).
Jusqu'à la veille de la Première Guerre mondiale, la cause de l'immigration italienne en France était essentiellement économique. En France, il y avait une pénurie de main-d'œuvre, en particulier dans les secteurs de l'agriculture et de l'industrie (usines et mines) et de la construction. Les exigences françaises de main-d'œuvre italienne, grandirent à la fin de la Première Guerre mondiale.
Pendant la Première Guerre mondiale, l'Italie étant ennemie de la Triple-Entente dont fait partie la France, les Italiens sont traités comme des menaces à la sécurité du pays ; les immigrés italiens sont parfois surnommés « Crispi », du nom du ministre italien qui signe le pacte d'alliance avec les Allemands. Dans la dernière année de la guerre, avec le ralliement des Italiens auprès des Français, l'ennemi principal devient l'Allemand. Ceci arrive au moment de l'immigration massive de Polonais germanophones ; alors, les discriminations envers les Italiens baissent énormément et les défauts d'abord reprochés aux méridionaux sont désormais imputés aux arrivants de l'Est.

### Entre-deux-guerres
Pendant la Première Guerre mondiale, le principe de liberté des flux en vigueur jusque-là disparaît. Les années 1920 voient donc l'établissement de nouvelles structures pour encadrer l'immigration, dont la Société générale d'immigration.
Avec l'avènement du fascisme en Italie, à l'émigration économique s'ajoute celle d'origine politique : on appelle ces Italiens les fuorusciti.
Pendant les années 1920, il y eut de nombreux hommes politiques italiens de divers horizons, qui furent dans l'obligation de se réfugier en France, parmi lesquels Eugenio Chiesa (it), Filippo Turati, Gaetano Salvemini, les frères Rosselli, Giuseppe Saragat, Pietro Nenni, Sandro Pertini et de nombreux autres. Mais paradoxalement, il y eut aussi, bien que peu nombreux, des partisans du régime fasciste, tels que l'écrivain Pitigrilli, agent de l'OVRA à Turin et à Paris. La section française du PNF en 1938 ne comptait que 3 000 inscrits, représentée par Nicola Bonservizi (it), qui fut assassiné, en 1924, par un anarchiste italien en exil.
Le régime fasciste entendait préserver l’« italianité » des immigrés, voulant empêcher l’assimilation de ses nationaux par la France. Il s’employa ainsi à favoriser l'exaltation patriotique en créant plus de deux cents sections de l’Association nationale des anciens combattants italiens dans des villes françaises, en plaçant les associations italiennes sous le contrôle des consulats, en regroupant les cultivateurs au sein de coopératives qui dépendaient de banques italiennes. Au contraire, les antifascistes encourageaient les immigrés à s’intégrer dans la société française en participant aux luttes sociales et politiques aux côtés des organisations ouvrières.
En 1931, la communauté italienne en France s'élevait à plus de 800 000 résidents pour près de 3 millions d'immigrés au total dans le pays. Les Italiens se dispersent dans la France industrielle et rurale, ne se limitant plus aux régions frontalières et minières.
L'année suivante, la loi de protection de la main-d'œuvre nationale instaure la préférence nationale et l'immigration italienne laisse en partie la place à l'immigration des Français d'Algérie.

### Déclin puis pic après la seconde guerre mondiale

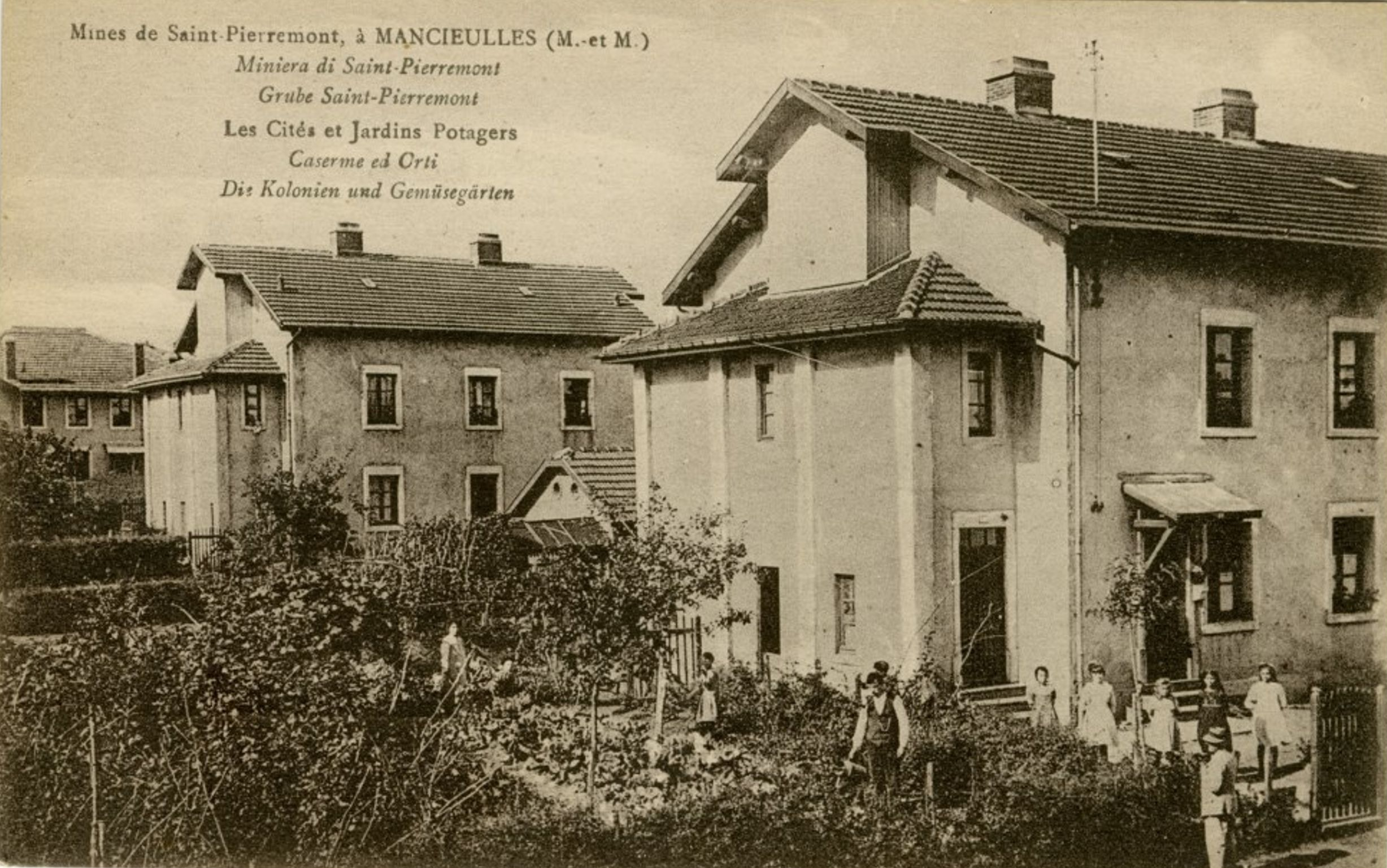
Carte postale trilingue français-italien-polonais des cités et jardins potagers des mines de Saint-Pierremont à Mancieulles au début du XXe siècle. Musée de l'histoire du fer.

La Grande Dépression et la Seconde Guerre mondiale contribuent à de nombreux retours en Italie. En 1946, on compte 450 000 Italiens en France, pour 808 000 en 1931 − cette baisse inclut les aller-retours et 220 000 naturalisations.
À la fin de la celle-ci, les migrations en provenance d'Italie reprirent, mais furent beaucoup moins importants que celles enregistrées à la fin du XIXe siècle et au début du XXe siècle. À partir des années 1940, on assista au déclin du nombre de résidents italiens, en raison de la naturalisation massive et du nombre croissant de retours. En effet, les naturalisations opérées de 1927 à 1940 en vertu de la loi du 10 août 1927 sur la nationalité concernent, pour plus de la moitié d'entre elles, des personnes nées en Italie (ce qui ne signifie pas nécessairement une nationalité italienne), soit presque 260 000 personnes. Sur celles-ci, presque 4 500 personnes furent déchues de leur nationalité française à la suite de la loi du 22 juillet 1940, ce qui représente près d'un tiers des déchéances prononcées en vertu de cette loi promulguée par le régime de Vichy.
Des ordonnances sont prononcées en 1945 pour protéger l'emploi des travailleurs français et garantir l'égalité aux immigrés. L'Office national d'immigration est créé en conséquence, mais il s'avère que les Italiens sont les seuls à l'expérimenter, l'immigration clandestine servant à pallier les urgences dans l'après-guerre immédiat. Le système fonctionne, malgré d'importantes critiques, entre 1948 et 1956 et pendant cette période, l'Italie est le seul pays à signer un accord avec la France. Deux besoins s'affrontent à cette époque : d'un côté, Georges Mauco, soutenu par de Gaulle, veut limiter l'excès d'« immigration latine » pour ne pas nuire à l'équilibre ethnique de la France, tandis que l'Institut national d'études démographiques soutient que le recrutement italien est la seule avenue pour limiter l'afflux d'Algériens considérés comme « non assimilables ».
Après la guerre, les efforts de reconstruction sont en grande partie faits par des entrepreneurs français important de la main-d'œuvre italienne et par des entrepreneurs italiens immigrés. En 1954, 20 % des entreprises du secteur de la maçonnerie et de la cimenterie sont détenues par des Italiens en Île-de-France, pour 15% en Basse-Normandie, là où la demande est la plus forte.
En 1947, la politique française se met à privilégier les migrants italiens, notamment en matière de prestations familiales et de l'attribution des cartes de séjour, afin de contrer la concurrence de la demande belge et l'entrée libre des Français d'Algérie. En parallèle, de nombreux Italiens devenus entrepreneurs font venir d'autres immigrés depuis leur région d'origine, les aidant à se regrouper et à obtenir des régularisations. Après l'indépendance de la Tunisie, de nombreux Italiens vivant encore dans l'ancienne colonie tunisienne s'installent en France, ajoutant à la diversité des profils des immigrés ; ils vont le plus souvent à Marseille.
En 1946, les Italiens sont présents dans presque tous les départements de France. Au cours de ce pic, les Italiens sont vus comme des spécialistes du bâtiment et sont souvent orientés vers ce secteur ; certains vivent exclusivement sur les chantiers. Dans les syndicats, les attitudes favorables aux Italiens en raison d'un engagement anti-fasciste partagé laissent la place à plus d'hostilité, voire à des expulsions de militants italiens, à partir de 1948 dans un contexte de guerre froide, puis redeviennent protectrices dans les années 1950. En 1965, le Parti communiste français se présente comme porte-parole de l'immigration italienne, en concurrence avec les associations chrétiennes des travailleurs italiens. Dans les partis ouvriers, la présence italienne est importante, au point qu'en Lorraine, le militantisme est vu comme un fait italien. En région parisienne toutefois, l'origine nationale de la nouvelle génération est occultée : l'antifascisme n'est plus vu comme la base de la formation militante des enfants d'immigrés italiens et les partis donnent de grandes responsabilités à Italiens ou enfants d'immigrés italiens, sans jamais lier leur militantisme à leur origine. Cela s'intègre dans la logique assimilationniste de la période. 
L'assimilation est par ailleurs la nouvelle priorité des Italiens de seconde génération, dont les parents sont arrivés avant la guerre. Rapidement, les traditions culturelles disparaissent pour beaucoup et seule subsiste la mémoire des pratiques parentales. La majorité des immigrés sont désormais des immigrés économiques, qui se présentent plutôt comme apolitiques ou catholiques.
Un pic d'immigration est atteint entre 1956 et 1960. Si l'immigration au début du XXe siècle est composée en majorité d'agriculteurs, de mineurs et d'ouvriers, à partir des années du boom économique italien, des travailleurs plus qualifiés commencent à affluer. Les Italiens arrivés après 1945 accèdent à la propriété à peu près en même temps que ceux qui travaillent déjà dans les régions françaises pendant l'entre-deux-guerres.
Pendant les Trente Glorieuses, les Italiens bénéficient d'une forte croissance économique nationale en parallèle de leur assimilation dans la société française, ce qui favorise des parcours d'ascension sociale. En Normandie, Gino Zaffiro est nommé meilleur ouvrier de France en architecture, une réussite largement mise en avant par la presse régionale. En dehors d'anecdotes de réussites personnelles, on constate que les anciens Italiens et leurs enfants sont soit sortis de la précarité en conservant des emplois peu qualifiés, soit devenus ouvriers qualifiés : ils deviennent par exemple contremaîtres, une perspective peu attrayante pour les Français et inenvisageable pour les autres immigrés.

### Déclin de l'immigration à partir de la fin des années 1960
Le recensement de 1968 marque le début du déclin statistique de l'immigration italienne. Au recensement de 1968, on compte que 477 000 naturalisés s'ajoutent aux 600 000 Italiens sur le sol français, soit un total comparable à celui des années 1930.
Les Italiens y sont dépassés par les Espagnols, puis les Portugais, en tant que communauté étrangère la plus nombreuse de France ; la courbe des nouveaux arrivants s'effondre et les retours dépassent les entrées. Les naturalisations s'y ajoutant, la présence italienne en France diminue de façon continue. Les entreprises de construction ne dépassent que rarement la taille moyenne et avec l'accroissement des immigrations portugaise et maghrébine, beaucoup ferment leurs portes pendant la crise des années 1970. Les enfants des immigrés italiens de l'après-guerre s'installent souvent dans les métiers du commerce et de l'artisanat, avec une assimilation professionnelle progressive.
Les aller-retours sont très importants : ils ne rencontrent plus d'obstacles majeurs et la France perd de son intérêt au profit d'autres pays devenus plus lucratifs comme l'Allemagne. La mobilité retrouve donc son niveau des années 1920. La mobilité se fait aussi au sein de la France : de 1946 à 1968, si la présence est proportionnellement stable vers la Garonne et dans la région méditerranéenne, elle augmente beaucoup dans les Alpes et en Lorraine, modérément dans agglomérations lyonnaise et parisienne, et apparaît dans le Nord et en Alsace.
En 1983 naît le Centre d'études et de documentation pour l'émigration italienne, franco-italien.

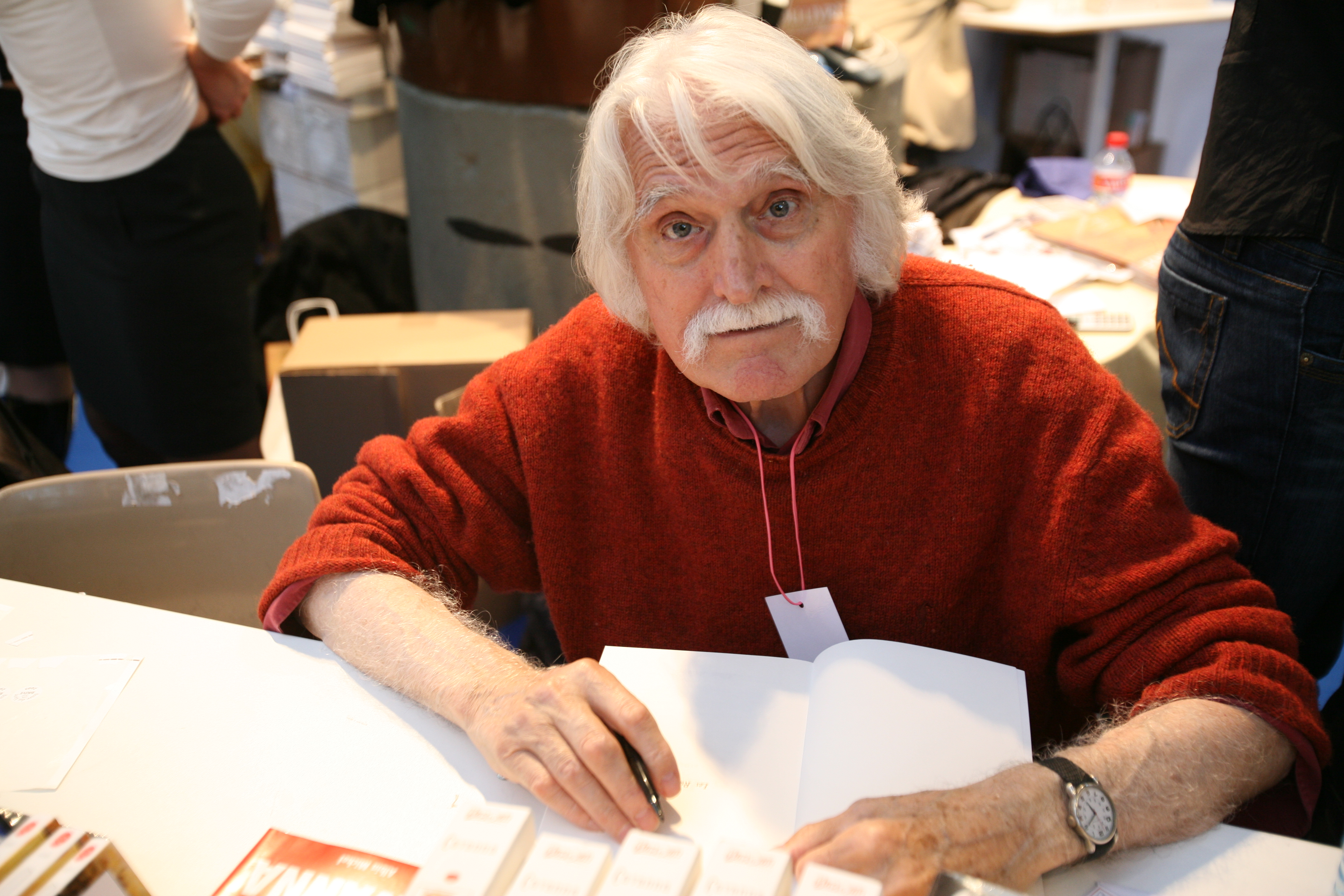
François Cavanna, né d'un père originaire d'Émilie-Romagne et auteur du livre à succès Les Ritals.

Dans le chapitre intitulé « Mobilité et réussite sociales » de son Voyage en Ritalie, Pierre Milza cite les nombreux « Italiens et descendants d'Italiens ayant fait souche en France [qui] se sont illustrés et ont illustré leur pays d'adoption ». Il ouvre son chapitre sur la définition donnée par le Who's Who in France pour définir ces personnalités : ce sont celles qui du fait de leur « notoriété, honorabilité, mérite, talent, compétence, contribuent à l'activité et au rayonnement de la France » et évoque au fil des pages la présence notable de ces personnalités qui « constituent une fraction [...] de l'establishment hexagonal » dans les domaines des arts, des lettres, du spectacle, des sports, de la politique, ou de l'industrie, et revendiquent leur « italianité », leurs origines italiennes ou franco-italiennes, en même temps que leur attachement à la culture française. Leur longue présence a même eu des traces littéraires (Vegliante), comme chez Ungaretti, Sereni ou Amelia Rosselli.
En 1999, les Italiens sont la quatrième plus grande nationalité chez les immigrés en France, malgré leur forte baisse de visibilité en tant que communauté dans la deuxième moitié du XXe siècle .

## Démographie

### Répartition sur le territoire français
Les filières traditionnelles de l'immigration italienne sont le quart Sud-Est du pays, le Sud-Ouest, et la région parisienne.
Après la Seconde Guerre mondiale, le Nord, la Lorraine et le bassin de Saint-Étienne voient de nombreuses installations depuis toutes les régions d'Italie en raison de leurs importants besoins miniers et sidérurgiques.
Les zones de plus fortes concentrations de l'immigration italienne en France ont été les départements de Haute et Basse Normandie, d'Haut et Bas-Rhin, du Rhône, de la Loire, de l'Isère, de Moselle, d'Île-de-France (principalement à Paris et en Seine-Saint-Denis, Val d'Oise et Val de Marne), du Nord-Pas-de-Calais, des Bouches-du-Rhône, de la Savoie et Haute-Savoie, du Lot-et-Garonne, du Var, des Alpes-Maritimes et de Corse. Dans ces deux dernières régions, l'immigration italienne a été favorisée non seulement par la proximité géographique, mais aussi par affinité ethnique et linguistique avec leurs habitants, la Corse a également été influencée dans son histoire par la Sardaigne, la Toscane et la Ligurie, et l'italien était la langue officielle de la Corse jusqu'en 1853. Les grandes villes ayant une importante communauté d'immigrants italiens étaient Strasbourg, Paris, Lyon, Marseille, Nice et Grenoble, villes qui encore de nos jours comptent les plus importantes communautés italo-françaises (40 000 Siciliens à Grenoble en 2007). La région de Lorient connut aussi une immigration italienne notable pendant l'entre-deux-guerres ; des « maisons à l'italienne » y furent construites en nombre à cette époque.
Au sein d'une ville ou région, les Italiens tendent à se regrouper dans quelques rues et cités. Cela peut être spontané ou causé par les choix de l'industrie paternaliste dans le cas de l'immigration de travail. Dans les années 1930, on voit naître de nombreux quartiers de type Petite Italie. Il est difficile d'évaluer où se sont installés les immigrants méridionaux des vagues d'immigration suivantes : il est peu probable qu'ils se soient intégrés aux communautés existantes, en raison du mépris des originaires du Nord envers eux et de pratiques culturelles différentes.
Avec l'effondrement des industries sidérurgiques en Lorraine, de nombreux Français d'origine italienne déménagent dans d'autres bassins industriels, notamment Fos-sur-Mer.

### Origines régionales
En ce qui concerne l'origine régionale des immigrants italiens et leurs descendants en France, on doit faire une division par périodes. Depuis la fin du XIXe siècle jusqu'à la veille de la Seconde Guerre mondiale, les régions italiennes qui fournirent le plus grand nombre de migrants sont celles du Nord, tout d'abord, le Piémont, suivi dans l'ordre par la Toscane, la Lombardie, la Vénétie, le Frioul-Vénétie Julienne et l'Émilie-Romagne. Dans le cas du Piémont, c'était surtout une immigration saisonnière, en raison de sa proximité géographique.
Les centres de recrutement sont d'abord uniquement dans l'Italie du Nord parce que les Français ne veulent pas de méridionaux ; après la Seconde Guerre mondiale, l'immigration se déplace progressivement vers le Sud, jusqu'à l'installation de Sardes et de Siciliens dans les bassins miniers et sidérurgiques dans les années 1950. En 1959, près de 59 % des émigrés vers la France viennent du Mezzogiorno, bien qu'ils passent encore par des centres de recrutement du Nord, dont celui de Milan.
Parmi les immigrés italiens, ne font pas partie les personnes d'origine corse, celles originaires du pays mentonnais et des vallées de la Roya et de la Bevera et celles des communes figoun en Provence (Biot, Vallauris, Mons, Escragnolles et Mouans-Sartoux), même si celles-ci font ethniquement et culturellement partie, à des degrés divers, de l'aire linguistique et culturelle italique. Ces zones n'ont jamais fait partie de l'Italie unifiée, à l'exception des communes de Tende et de La Brigue).

### Statistiques
Selon une publication du Centre interdisciplinaire de recherche sur la culture des échanges (CIRCE) Sorbonne Nouvelle - Paris 3, aujourd'hui, la population française d'ascendance italienne est estimée à quelque 4 millions de personnes soit environ 7 % de la population totale.
D'après le Cambridge Survey of World Migration, ce nombre serait de 5 millions, soit 8 % de la population totale.
En 2015, Michèle Tribalat, dans une estimation des populations d'origine étrangère en 2011, estime à 1 931 000 le nombre de personnes de moins de 60 ans d'origine italienne sur trois générations, et à 297 000 le nombre d'immigrés italiens.
Selon les données officielles de l'AIRE (Anagrafe degli italiani residenti all'estero) les citoyens italiens résidant en France étaient 348 722 en 2007, puis 411 839 fin 2017. Ils sont 370 000 selon le rapport Italiens dans le monde 2010 de la Fondation Migrantes. Un important fonds de documentation accessible dans CIRCE (Paris 3).
| Année      | 1851    | 1876    | 1901    | 1911    | 1921    | 1931    | 1936    | 1946    | 1954    |
| Population | 63 307  | 165 313 | 330 465 | 419 234 | 451 000 | 808 038 | 720 926 | 450 764 | 589 524 |
| Année      | 1960    | 1968    | 1975    | 1982    | 1985    | 1990    | 1998    | 1999    | 2001    |
| Population | 688 474 | 571 694 | 462 940 | 333 740 | 293 000 | 252 759 | 212 023 | 201 670 | 198 344 |

## Emploi

### Travail légal
L'immigration italienne est en grande partie une immigration de travail. De nombreux ouvriers travaillent dans la sidérurgie et les mines, ansi que sur les grands chantiers alpins. On en trouve aussi dans les usines des grandes banlieues de Paris et de Lyon. 
Les Italiens se spécialisent aussi dans le secteur du bâtiment, vu comme une industrie de rebut et dans laquelle les Italiens deviennent une force dominante. De nombreux Italiens deviennent entrepreneurs grâce aux besoins d'équipement pendant les guerres mondiales ou dans les années de reconstruction et d'expansion banlieusarde qui suivent chacune des deux guerres. En 1954, 20 % des entreprises du secteur de la maçonnerie et de la cimenterie sont détenues par des Italiens en Île-de-France, pour 15 % en Basse-Normandie, là où la demande est la plus forte.

### Criminalité
À partir des années 1950, des organisations criminelles italiennes de type mafieux ont commencé à s'installer dans le pays (Provence-Alpes-Côte d'Azur, Grenoble [les « Italo-Grenoblois »], Paris).

## Discrimination

### Concurrence ouvrière
Les Italiens se voient reprocher à la fois un parasitisme supposé des richesses de la France et une concurrence déloyale sur le marché de l'emploi. Une partie de cette concurrence vient du fait que les jeunes Français doivent faire leur service militaire et qu'en leur absence, on embauche souvent un Italien, qui peut s'avérer suffisamment compétent pour que les employeurs lui donnent définitivement le poste.
Les trains de travailleurs italiens arrivant en Lorraine sont régulièrement attaqués par les habitants des villages environnants, au point que les industriels les font descendre en rase campagne pour les amener à pied à leur futur lieu de vie.
On peut évoquer en Provence le massacre d'Aigues-Mortes, qui eut lieu entre le 16 et le 20 août 1893, où une foule de travailleurs français en colère agressa violemment les travailleurs italiens coupables, selon eux, de prendre les emplois dans les marais salants car leurs salaires étaient beaucoup plus faibles. Officiellement, la mort de neuf Italiens a été enregistrée mais, selon d'autres sources, telles que le journal britannique The Times, 50 Italiens auraient été tués. On trouve des précédents, ainsi le 17 juin 1881 à Marseille, où 15 000 Français essayèrent d'attaquer un club italien. S'ensuivirent quatre jours d'affrontements avec la réaction dure des Italiens, qui se termina par 3 morts, 21 blessés et 200 arrestations, et un autre en 1882, lorsque quatre ouvriers italiens des hauts-fourneaux de Beaucaire furent massacrés par la population locale.
Dans la dernière année de la Première Guerre mondiale, avec le ralliement des Italiens auprès des Français, l'ennemi principal devient l'Allemand. Ceci arrive au moment de l'immigration massive de Polonais germanophones ; alors, les discriminations envers les Italiens baissent énormément et les défauts d'abord reprochés aux méridionaux sont désormais imputés aux arrivants de l'Est. Le mouvement continue lorsque les ouvriers coloniaux arrivent en France dès les années 1930, avec une intégration progressive des immigrants polonais.

### Langage
Des termes tels « Macaroni » ou « Rital », employés autrefois pour désigner péjorativement les Italiens sont toujours utilisés, mais en perdant leur sens dévalorisant et en prenant même une certaine connotation affectueuse, due peut-être à deux ouvrages, Les Ritals de l'écrivain et journaliste François Cavanna et le Voyage en Ritalie de l'historien Pierre Milza, tous deux d'ascendance pour partie italienne.

## Aspects culturels

### Langue
Arrivés en France, les immigrés italiens parlaient principalement l'italien. Cependant la majorité étaient bilingues, parlant un dialecte régional en famille principalement ; à la fin du XIXe siècle / début du XXe siècle, l'unification linguistique de l'Italie n'étaient pas complètement achevée, il n'était pas rare que certains immigrés parlaient uniquement leur dialecte régional sans pouvoir parler italien. En général, les immigrés italiens ont réussi à apprendre le français sans difficulté majeure, en raison de la proximité linguistique des deux langues dites latines. Le français est également l'une des langues étrangères les plus apprises en Italie, certains immigrés maîtrisaient déjà cette langue avant leur arrivée en France.
À l'époque des grandes vagues migratoires italiennes, la France avait une politique d'assimilation assez stricte, ce qui a contraint la plupart des immigrés et leurs descendants à délaisser leur langue natale au profit du français ; il était très difficile voire parfois impossible pour les enfants d'immigrés de pouvoir réapprendre leur langue, sachant qu'ils avaient l'interdiction de parler italien entre eux à l'école.

### Religion
La discrimination envers les Italiens s'aggrave au moment de la séparation de l'Église et de l'État en France : on considère que les Italiens ont une pratique religieuse catholique trop ostentatoire et ne peuvent pas s'intégrer en France.
Le catholicisme permet de rapprocher certaines communautés, par exemple avec des mariages entre jeunes catholiques français de familles polonaise et italienne.

### Musique et cinéma
La musique est un vecteur de sociabilité pour les populations immigrées et c'est aussi le cas des Italiens. De nombreuses associations musicales composées d'immigrés se créent pendant l'entre-deux-guerres. Après 1945, ces stratégies de solidarité communautaire deviennent moins vives. Certains Italiens se fondent dans les traditions locales : ainsi, l'accordéoniste Roland Zaninetti, de famille italienne, s'inspire quasi-exclusivement de la musique folklorique lorraine.
De nombreuses associations de cinéma italien naissent en France dans les années 1970, souvent comme mécanisme mémoriel en l'absence de diaspora clairement identifiée comme telle.

### Associations
Dès l'entrée en application de la loi 1901, de nombreuses associations d'immigrés italiens s'organisent. En Meurthe-et-Moselle, leurs statuts stipulent régulièrement une volonté de « cultiver les sentiments nationaux ». Certaines indiquent qu'elles « s'engage[nt] à se conformer aux lois et règlements actuels et futurs destinés à assurer le maintien de l'ordre ». Dans les années 1930, il existe des associations rivales : à Villerupt, on compte deux fanfares italiennes, l'une fasciste et l'autre antifasciste.